# Colletotrichum coccodes
Colletotrichum coccodes es un hongo patógeno, que causa la Antracnosis en el tomate y el black dot, enfermedad de las patatas.